# Kristian Kreković
Kristian Kreković fou un pintor croat nascut l'any 1901 al poble de Koprivina prop de Tuzla a Bòsnia i Hercegovina, i des de 1960 establert a Mallorca, on morí l'any 1985.
Es caracteritza per la monumentalitat i pels temes amerindis i precolombins (especialment peruans), mediterranis i humanitaris. A Palma hi ha un museu monogràfic dedicat a la seva obra.